# Virginia Slims of Washington 1987
Il Virginia Slims of Washington 1987 è stato un torneo di tennis giocato sul sintetico indoor. È stata la 16ª edizione del torneo, che fa parte del Virginia Slims World Championship Series 1987. Si è giocato al Patriot Center di Fairfax negli USA dal 23 al 29 marzo 1987.

## Campionesse

### Singolare
Hana Mandlíková ha battuto in finale  Barbara Potter con il punteggio di 6–4, 6–2

### Doppio
Elise Burgin /  Pam Shriver hanno battuto in finale  Zina Garrison /  Lori McNeil con il punteggio di 6–1, 3–6, 6–4